# 1st Armored Division (United States Army)
La 1st Armored Division - soprannominata "Old Ironsides" è una divisione corazzata attiva dell'Esercito degli Stati Uniti.

## Storia
Costituita nell'estate 1940, nel quadro del rapido potenziamento dell'Esercito statunitense per fronteggiare la minacciosa potenza tedesca in Europa, la divisione corazzata entrò in azione nel novembre 1942 in Nord Africa ed ebbe un difficile battesimo del fuoco subendo una serie di impreviste sconfitte contro le esperte Panzer-Divisionen tedesche; dopo questo infelice inizio, la 1st Armored concluse la campagna tunisina e quindi partecipò a tutta la lunga e difficoltosa campagna in Italia, senza potersi distinguere, anche per le difficoltà tattiche del aspro terreno della penisola, come le altre formazioni corazzate statunitensi impegnate in Europa nord-occidentale.

## Organizzazione
Al giugno 2020, la Divisione comprende le seguenti unità:
- Division Headquarters & Headquarters Battalion - "Gladiator"
  -  Headquarters & Support Company
  -  Operations Company
  -  Signal, Intelligence & Sustainment Company
  - 1st Armored Division Band
- 1st Armored Brigade Combat Team - "Ready First"
  -  Headquarters & Headquarters Company
  - 2nd Combined Arms Battalion, 37th Armor Regiment - "Iron Dukes"
    -  Headquarters & Headquarters Company
    -  Company A (Armor)
    -  Company B (Armor)
    -  Company C (Mech Infantry)

  -  4th Combined Arms Battalion, 70th Armor Regiment - "Thunderbolts"
    -  Headquarters & Headquarters Company
    -  Company A (Armor)
    -  Company B (Armor)
    -  Company C (Mech Infantry)

  -  1st Combined Arms Battalion, 36th Infantry Regiment - "Spartans"
    -  Headquarters & Headquarters Company
    -  Company A (Mech Infantry)
    -  Company B (Mech Infantry)
    -  Company C (Armor)

  -  6th Squadron, 1st Cavalry Regiment - "Dragoons"
    -  Headquarters & Headquarters Troop
    -  Troop A
    -  Troop B
    -  Troop C
    -  Troop D (Armor)

  -  2nd Battalion, 3rd Field Artillery Regiment - "Gunners"
    -  Headquarters & Headquarters Battery
    -  Battery A (Paladin)
    -  Battery B (Paladin)
    -  Battery C (Paladin)

  -  16th Brigade Engineer Battalion - "Catamounts"
    -  Headquarters & Headquarters Company
    -  Company A (Combat Engineer)
    -  Company B (Combat Engineer)
    -  Company C (Signal Network Support)
    -  Company D (-) (Military Intelligence)
      - TUAS Platoon - Equipaggiato con 4 RQ-7B Shadow

  - 501st Brigade Support Battalion - "Providers"
    -  Headquarters & Headquarters Company
    -  Company A (DISTRO)
    -  Company B (Maint)
    -  Company C (MED)
    -  Company D (Forward Support), aggregata al 6th Squadron, 1st Cavalry Regiment
    -  Company E (Forward Support), aggregata al 16th Brigade Engineer Battalion
    -  Company F (Forward Support), aggregata al 2nd Battalion, 3rd Field Artillery Regiment
    -  Company G (Forward Support), aggregata al 2nd Combined Arms Battalion, 37th Armor Regiment
    -  Company H (Forward Support), aggregata al 4th Combined Arms Battalion, 70th Armor Regiment
    -  Company J (Forward Support), aggregata al 1st Combined Arms Battalion, 36th Infantry Regiment
- 2nd Armored Brigade Combat Team - "Strike Hard"
  -  Headquarters & Headquarters Company
  -  1st Combined Arms Battalion, 35th Armor Regiment - "Conquerors"
    -  Headquarters & Headquarters Company
    -  Company A (Armor)
    -  Company B (Armor)
    -  Company C (Mech Infantry)

  -  1st Combined Arms Battalion, 37th Armor Regiment - "Bandits"
    -  Headquarters & Headquarters Company
    -  Company A (Armor)
    -  Company B (Armor)
    -  Company C (Mech Infantry)

  -  1st Combined Arms Battalion, 6th Infantry Regiment - "By God: Anything but regular"
    -  Headquarters & Headquarters Company
    -  Company A (Mech Infantry)
    -  Company B (Mech Infantry)
    -  Company C (Armor)

  -  1st Squadron, 1st Cavalry Regiment - "Blackhawks"
    -  Headquarters & Headquarters Troop
    -  Troop A
    -  Troop B
    -  Troop C
    -  Troop D (Armor)

  -  4th Battalion, 27th Field Artillery Regiment - "Iron Thunder"
    -  Headquarters & Headquarters Battery
    -  Battery A (Paladin)
    -  Battery B (Paladin)
    -  Battery C (Paladin)

  - 40th Brigade Engineer Battalion - "Battering RAMs"
    -  Headquarters & Headquarters Company
    -  Company A (Combat Engineer)
    -  Company B (Combat Engineer)
    -  Company C (Signal Network Support)
    -  Company D (-) (Military Intelligence)
      - TUAS Platoon - Equipaggiato con 4 RQ-7B Shadow

  - 47th Brigade Support Battalion - "Blaze the trail"
    -  Headquarters & Headquarters Company
    -  Company A (DISTRO)
    -  Company B (Maint)
    -  Company C (MED)
    -  Company D (Forward Support), aggregata al 1st Squadron, 1st Cavalry Regiment
    -  Company E (Forward Support), aggregata al 40th Brigade Engineer Battalion
    -  Company F (Forward Support), aggregata al 1st Battalion, 27th Field Artillery Regiment
    -  Company G (Forward Support), aggregata al 1st Combined Arms Battalion, 35th Armor Regiment
    -  Company H (Forward Support), aggregata al 1st Combined Arms Battalion, 37th Armor Regiment
    -  Company J (Forward Support), aggregata al 1st Combined Arms Battalion, 6th Infantry Regiment
- 3rd Armored Brigade Combat Team - "Bulldogs"
  -  Headquarters & Headquarters Company
  -  1st Combined Arms Battalion, 67th Armor Regiment - Death Dealers""
    -  Headquarters & Headquarters Company
    -  Company A (Armor)
    -  Company B (Armor)
    -  Company C (Mech Infantry)

  -  1st Combined Arms Battalion, 77th Armor Regiment - "Steel Tigers"
    -  Headquarters & Headquarters Company
    -  Company A (Armor)
    -  Company B (Armor)
    -  Company C (Mech Infantry)

  -  4th Combined Arms Battalion, 6th Infantry Regiment - "Regulars"
    -  Headquarters & Headquarters Company
    -  Company A (Mech Infantry)
    -  Company B (Mech Infantry)
    -  Company C (Armor)

  -  2nd Squadron, 13th Cavalry Regiment - "Dakota"
    -  Headquarters & Headquarters Troop
    -  Troop A
    -  Troop B
    -  Troop C
    -  Troop D (Armor)

  -  4th Battalion, 1st Field Artillery Regiment - "Defender"
    -  Headquarters & Headquarters Battery
    -  Battery A (Paladin)
    -  Battery B (Paladin)
    -  Battery C (Paladin)

  -  2nd Brigade Engineer Battalion - "Sapper Steel"
    -  Headquarters & Headquarters Company
    -  Company A (Combat Engineer)
    -  Company B (Combat Engineer)
    -  Company C (Signal Network Support)
    -  Company D (-) (Military Intelligence)
      - TUAS Platoon - Equipaggiato con 4 RQ-7B Shadow

  -  123rd Brigade Support Battalion - "Iron Support"
    -  Headquarters & Headquarters Company
    -  Company A (DISTRO)
    -  Company B (Maint)
    -  Company C (MED)
    -  Company D (Forward Support), aggregata al 2nd Squadron, 13th Cavalry Regiment
    -  Company E (Forward Support), aggregata al 2nd Brigade Engineer Battalion
    -  Company F (Forward Support), aggregata al 4th Battalion, 1st Field Artillery Regiment
    -  Company G (Forward Support), aggregata al 1st Combined Arms Battalion, 67th Armor Regiment
    -  Company H (Forward Support), aggregata al 1st Combined Arms Battalion, 77th Armor Regiment
    -  Company J (Forward Support), aggregata al 4th Combined Arms Battalion, 6th Infantry Regiment
- Combat Aviation Brigade - "Iron Eagle"
  -  Headquarters & Headquarters Company - ""
  -  1st Attack Reconnaissance Battalion, 501st Aviation Regiment - "Iron Dragons"
    -  Headquarters & Headquarters Company
    -  Company A (Attack/Recon) - Equipaggiata con 8 AH-64D
    -  Company B (Attack/Recon) - Equipaggiata con 8 AH-64D
    -  Company C (Attack/Recon) - Equipaggiata con 8 AH-64D
    -  Company D (AVUM)
    -  Company E (Forward Support)

  -  2nd General Support Battalion, 501st Aviation Regiment - "Desert Knights"
    -  Headquarters & Headquarters Company
    -  Company A (Command) - Equipaggiata con 8 UH-60M
    -  Company B (Heavy Lift) - Equipaggiata con 12 CH-47H
    -  Company C (MEDEVAC) - Equipaggiata con 15 HH-60M
    -  Company D (AVUM)
    -  Company E (Forward Support)
    -  Company F (ATS)

  -  3rd Assault Helicopter Battalion, 501st Aviation Regiment - "Apocalypse"
    -  Headquarters & Headquarters Company
    -  Company A (Assault) - Equipaggiata con 10 UH-60M
    -  Company B (Assault) - Equipaggiata con 10 UH-60M
    -  Company C (Assault) - Equipaggiata con 10 UH-60M
    -  Company D (AVUM)
    -  Company E (Forward Support)

  -  3rd Heavy Attack Reconnaissance Squadron, 6th Cavalry Regiment - "Heavy Cav"
    -  Headquarters & Headquarters Troop
    -  Troop A (Attack/Recon) - Equipaggiata con 8 AH-64D e 4 RQ-7B Shadow
    -  Troop B (Attack/Recon) - Equipaggiata con 8 AH-64D e 4 RQ-7B Shadow
    -  Troop C (Attack/Recon) - Equipaggiata con 8 AH-64D e 4 RQ-7B Shadow
    -  Troop D (AVUM)
    -  Troop E (Forward Support)

  -  Company F, 501st Aviation Regiment - Equipaggiata con 12 MQ-1C Gray Eagle
  - 127th Aviation Support Battalion - "Work Horse"
    -  Headquarters & Headquarters Company
    -  Company A (DISTRO)
    -  Company B (AVIM)
    -  Company C (Signal Network)
- Field Artillery Brigade
  -  Headquarters & Headquarters Battery, Division Artillery - "Iron Steel"
- Sustainment Brigade - "Muleskinners"
  - Headquarters & Headquarters Company
  -  Special Troops Battalion - "Iron Legion"
    -  Headquarters & Headquarters Company
    -  153rd Quartermaster (Field Feeding) Company
    -  261st Signal Company

  -  142nd Combat Sustainment Support Battalion - "Atlas"
    - Headquarters & Headquarters Company
    -  504th Composite Supply Company
    -  47th Transportation Company (Composite Truck)
    -  68th Transportation Company
    -  377th Transportation Company
    - 606th Movement Control Team
    - 178th Human Resources Company